# Hongrie aux Jeux olympiques d'été de 2008
La Hongrie participe aux Jeux olympiques d'été de 2008 à Pékin. Il s'agit de sa 24e participation à des Jeux d'été.

## Liste des médaillés hongrois

### Médailles d'or
| Sport              | Discipline           | Sportifs                     | Performance                            |
| Médailles d'or : 3 | Médailles d'or : 3   | Médailles d'or : 3           | Médailles d'or : 3                     |
| ------------------ | -------------------- | ---------------------------- | -------------------------------------- |
| Canoë-kayak        | Canoë C1 1 000 m (H) | Attila Vajda                 |                                        |
| Canoë-kayak        | Kayak K2 500 m (F)   | Natasa Janics Katalin Kovács |                                        |
| Water polo         | Hommes               | Équipe de Hongrie            | 14-10 (face à l'Équipe des États-Unis) |

### Médailles d'argent
| Sport                  | Discipline                   | Sportifs                                                  | Performance            |
| Médailles d'argent : 5 | Médailles d'argent : 5       | Médailles d'argent : 5                                    | Médailles d'argent : 5 |
| ---------------------- | ---------------------------- | --------------------------------------------------------- | ---------------------- |
| Natation               | 400 m 4 nages individuel (H) | László Cseh                                               | 4 min 06 s 16 (RE)     |
| Natation               | 200 m papillon (H)           | László Cseh                                               | 1 min 52 s 70 (RE)     |
| Natation               | 200 m 4 nages individuel (H) | László Cseh                                               | 1 min 56 s 52 (RE)     |
| Lutte gréco-romaine    | Moins de 84 kg (H)           | Zoltán Fodor                                              |                        |
| Canoë-kayak            | Kayak K4 500 m (F)           | Natasa Janics Katalin Kovács Danuta Kozák Gabriella Szabó |                        |

### Médailles de bronze
| Sport                   | Discipline              | Sportifs                  | Performance             |
| Médailles de bronze : 2 | Médailles de bronze : 2 | Médailles de bronze : 2   | Médailles de bronze : 2 |
| ----------------------- | ----------------------- | ------------------------- | ----------------------- |
| Escrime                 | Épée individuel (F)     | Ildikó Mincza-Nébald      |                         |
| Canoë-kayak             | Canoë C2 1 000 m (H)    | Tamas Kiss György Kozmann |                         |

## Athlètes engagés

### Athlétisme

#### Hommes
| Épreuve           | Athlète          | Séries   | Séries | Quarts de finale | Quarts de finale | Demi-finales | Demi-finales | Finale       | Finale |
| Épreuve           | Athlète          | Résultat | Rang   | Résultat         | Rang             | Résultat     | Rang         | Résultat     | Rang   |
| ----------------- | ---------------- | -------- | ------ | ---------------- | ---------------- | ------------ | ------------ | ------------ | ------ |
| 110 mètres haies  | Dániel Kiss      | 13.61    | 3e Q   | 13.63            | 5e               | -            | -            | -            | -      |
| 50 km marche      | Zoltan Czukor    | NC       | NC     | NC               | NC               | NC           | NC           | 4h 20 min 07 | 46e    |
| Lancer du poids   | Lajos Kürthy     | 18,74m   | 17e    | -                | -                | -            | -            | -            | -      |
| Lancer du disque  | Zoltán Kővágó    | 60,79m   | 10e    | -                | -                | -            | -            | -            | -      |
| Lancer du disque  | Gábor Máté       | 62,44m   | 8e     | -                | -                | -            | -            | -            | -      |
| Lancer du disque  | Róbert Fazekas   | 62,64m   | 7e Q   | NC               | NC               | NC           | NC           | 63,43m       | 8e     |
| Lancer du marteau | Krisztián Pars   | 80,07m   | 1er Q  | NC               | NC               | NC           | NC           | 80,96m       | 4e     |
| Lancer du javelot | Csongor Oltean   | NM       | /      | -                | -                | -            | -            | -            | -      |
| Décathlon         | Attila Zsivoczky | NC       | NC     | NC               | NC               | NC           | NC           | Abandon      | /      |
| Décathlon         | Petra Teveli     | NC       | NC     | NC               | NC               | NC           | NC           | 2h 48 min 32 | 65e    |

#### Femmes
| Épreuve           | Athlète          | Séries       | Séries | Quarts de finale | Quarts de finale | Demi-finales | Demi-finales | Finale       | Finale |
| Épreuve           | Athlète          | Résultat     | Rang   | Résultat         | Rang             | Résultat     | Rang         | Résultat     | Rang   |
| ----------------- | ---------------- | ------------ | ------ | ---------------- | ---------------- | ------------ | ------------ | ------------ | ------ |
| 400 mètres        | Barbara Petrahn  | 53.06        | 4e     | -                | -                | -            | -            | -            | -      |
| 5 000 mètres      | Krisztina Papp   | 16 min 08.86 | 13e    | -                | -                | -            | -            | -            | -      |
| 10 000 mètres     | Aniko Kalovics   | NC           | NC     | NC               | NC               | NC           | NC           | 32 min 24.83 | 22e    |
| Marathon          | Beata Rakonczai  | NC           | NC     | NC               | NC               | NC           | NC           | DNF          | /      |
| 100 mètres haies  | Edit Vari        | 13.59        | 8e     | -                | -                | -            | -            | -            | -      |
| 20 km marche      | Edina Fusti      | NC           | NC     | NC               | NC               | NC           | NC           | 1h 37 min 03 | 38e    |
| Saut à la perche  | Krisztina Molnar | 4,15m        | 14e    | -                | -                | -            | -            | -            | -      |
| Lancer du marteau | Éva Orbán        | 65,41m       | 18e    | -                | -                | -            | -            | -            | -      |
| Lancer du javelot | Nikolett Szabo   | 57,15m       | 12e    | -                | -                | -            | -            | -            | -      |
| Heptathlon        | Györgyi Farkas   | NC           | NC     | NC               | NC               | NC           | NC           | 5760pts      | 28e    |

### Aviron
| Athlète(s)    | Compétition                 | Série         | Série | Quart de finale | Quart de finale | Demi-finale | Demi-finale | Finale | Finale |
| Athlète(s)    | Compétition                 | Temps         | Rang  | Temps           | Rang            | Temps       | Rang        | Temps  | Rang   |
| ------------- | --------------------------- | ------------- | ----- | --------------- | --------------- | ----------- | ----------- | ------ | ------ |
| Zsolt Hirling | Deux de couple poids légers | 6 min 19 s 60 | 3e    | 6 min 50 s 48   | 4e              | -           | -           | -      | -      |
| Tamás Varga   | Deux de couple poids légers | 6 min 19 s 60 | 3e    | 6 min 50 s 48   | 4e              | -           | -           | -      | -      |

### Boxe
- Pál Bedák
- Norbert Kalucza
- Miklós Varga
- Imre Szellő

| Athlète         | Catégorie                  | 16e de finale         | 8e de finale             | Quart de finale       | Demi-finale         | Finale              |
| Athlète         | Catégorie                  | Adversaire Résultat   | Adversaire Résultat      | Adversaire Résultat   | Adversaire Résultat | Adversaire Résultat |
| --------------- | -------------------------- | --------------------- | ------------------------ | --------------------- | ------------------- | ------------------- |
| Pal Bedak       | Poids mi-mouches (-48kg)   | Zhakipov Défaite 6-7  | -                        | -                     | -                   | -                   |
| Norbert Kalucza | Poids mouches (-51Kg)      | NC                    | Arroyo Défaite 6-14      | -                     | -                   | -                   |
| Miklós Varga    | Poids légers (-60Kg)       | Ashkalov Défaite 3-12 | -                        | -                     | -                   | -                   |
| Gyula Káté      | Poids super-légers (-64Kg) | Joyce Défaite 5-9     | -                        | -                     | -                   | -                   |
| Imre Szello     | Poids mi-lourds (-81Kg)    | NC                    | Gonzalez Victoire RSCH 1 | Jeffries Défaite 2-10 | -                   | -                   |

### Canoe/Kayak
| Athlète         | Compétition | Éliminatoires  | Éliminatoires | Demi-finales   | Demi-finales | Finale A       | Finale A           |
| Athlète         | Compétition | Temps          | Rang          | Temps          | Rang         | Temps          | Rang               |
| --------------- | ----------- | -------------- | ------------- | -------------- | ------------ | -------------- | ------------------ |
| Akos Vereckei   | K1 500m     | 1 min 36 s 099 | 1er           | 1 min 42 s 155 | 3e           | 1 min 38 s 318 | 6e                 |
| Zoltan Benko    | K1 1000m    | 3 min 29 s 542 | 2e            | 3 min 34 s 473 | 3e           | 3 min 32 s 120 | 9e                 |
| Zoltán Kammerer | K2 500m     | 1 min 30 s 099 | 3e            | NC             | NC           | 1 min 30 s 285 | 4e                 |
| Gabor Kucsera   | K2 500m     | 1 min 30 s 099 | 3e            | NC             | NC           | 1 min 30 s 285 | 4e                 |
| Zoltán Kammerer | K2 1000m    | 3 min 17 s 636 | 1er           | NC             | NC           | 3 min 15 s 049 | 4e                 |
| Gabor Kucsera   | K2 1000m    | 3 min 17 s 636 | 1er           | NC             | NC           | 3 min 15 s 049 | 4e                 |
| Marton Sik      | K4 1000m    | 2 min 57 s 242 | 2e            | NC             | NC           | 2 min 59 s 009 | 5e                 |
| Istvan Bee      | K4 1000m    | 2 min 57 s 242 | 2e            | NC             | NC           | 2 min 59 s 009 | 5e                 |
| Akos Vereckei   | K4 1000m    | 2 min 57 s 242 | 2e            | NC             | NC           | 2 min 59 s 009 | 5e                 |
| Gabor Bozsik    | K4 1000m    | 2 min 57 s 242 | 2e            | NC             | NC           | 2 min 59 s 009 | 5e                 |
| Attila Vajda    | C1 500m     | 1 min 49 s 942 | 4e            | 1 min 51 s 029 | 1er          | 1 min 50 s 156 | 9e                 |
| Attila Vajda    | C1 1000m    | 3 min 55 s 319 | 1er           | NC             | NC           | 3 min 50 s 467 | Médaille d'or      |
| Matyas Safran   | C2 500m     | 1 min 43 s 642 | 6e            | 1 min 45 s 032 | 8e           | -              | -                  |
| Mihaly Safran   | C2 500m     | 1 min 43 s 642 | 6e            | 1 min 45 s 032 | 8e           | -              | -                  |
| György Kozmann  | C2 1000m    | 3 min 46 s 020 | 4e            | 3 min 42 s 482 | 2e           | 3 min 40 s 258 | Médaille de bronze |
| Lajos Kiss      | C2 1000m    | 3 min 46 s 020 | 4e            | 3 min 42 s 482 | 2e           | 3 min 40 s 258 | Médaille de bronze |

### Cyclisme
Route
| Athlète        | Compétition      | Temps         | Rang |
| -------------- | ---------------- | ------------- | ---- |
| Péter Kusztor  | Course en ligne  | 6 h 35 min 44 | 65e  |
| László Bodrogi | Contre-la-montre | 1 h 07 min 27 | 26e  |

VTT
| Athlète      | Compétition              | Temps           | Rang |
| ------------ | ------------------------ | --------------- | ---- |
| András Parti | Cross-country VTT hommes | 2 h 06 min 00 s | 23e  |

BMX
| Athlète         | Compétition | Qualifications | Qualifications | Quarts de finale | Quarts de finale | Quarts de finale | Quarts de finale | Quarts de finale | Demi-finales | Demi-finales | Demi-finales | Demi-finales | Demi-finales | Finale   | Finale |
| Athlète         | Compétition | Résultat       | Rang           | Manche 1         | Manche 2         | Manche 3         | Total            | Rang             | Manche 1     | Manche 2     | Manche 3     | Total        | Rang         | Résultat | Rang   |
| --------------- | ----------- | -------------- | -------------- | ---------------- | ---------------- | ---------------- | ---------------- | ---------------- | ------------ | ------------ | ------------ | ------------ | ------------ | -------- | ------ |
| Vilmos Radasics | BMX hommes  | 38 s 830       | 31e            | 6                | 8                | 4                | 18               | 6e               | -            | -            | -            | -            | -            | -        | -      |

### Escrime
| Athlète   | Compétition       | 1/32 de finale   | 1/16 de finale              | 1/8 de finale                  | Quarts de finale | Demi-finales     | Match pour la médaille de bronze Matchs de classement 5-8 | Match pour la médaille de bronze Matchs de classement 5-8 | Finale           | Finale |
| Athlète   | Compétition       | Adversaire Score | Adversaire Score            | Adversaire Score               | Adversaire Score | Adversaire Score | Rang                                                      | Adversaire Score                                          | Adversaire Score | Rang   |
| --------- | ----------------- | ---------------- | --------------------------- | ------------------------------ | ---------------- | ---------------- | --------------------------------------------------------- | --------------------------------------------------------- | ---------------- | ------ |
| Géza Imre | Épée individuelle | NC               | Kim Seung-gu Victoire 15-14 | Diego ConfalonieriDéfaite 9-15 | -                | -                | -                                                         | -                                                         | -                | -      |

### Handball
L'équipe féminine de handball s'est qualifiée pour les Jeux olympiques de Pékin.

### Judo
- Femmes -57 kg : Bernadett Baczko[2]

### Water polo
Les équipes masculines et féminines de Water polo se sont qualifiés pour les tournois olympiques de Pékin.